# 큰귀박쥐
큰귀박쥐(Tadarida insignis)는 큰귀박쥐과에 속하는 박쥐의 일종이다. 한국과 일본, 대만 그리고 중국 남부에서 발견된다.

## 분류학
학명은 1862년 블라이스(Blyth)가 처음 기술했다. 완모식표본은 로버트 스윈호(Robert Swinhoe)가 수집했다.

## 특징
전완장은 57~65mm이다.

## 생태
동굴에 은신하는 것으로 알려져 있다. 가늘고 긴 날개를 갖고 있다.

## 분포 및 서식지
중국과 한국, 대만, 일본을 포함한 여러 나라에 알려져 있다.